# Nová Kastilie

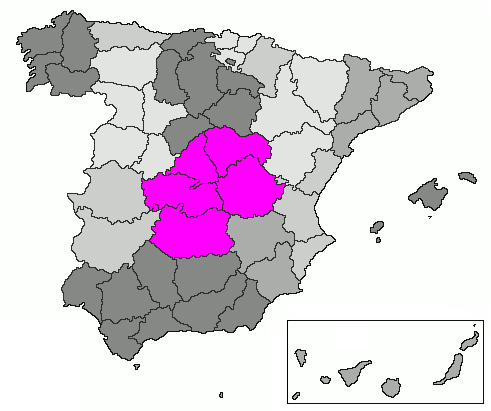
Nová Kastilie

Nová Kastilie, (původně) plným názvem Království Nová Kastilie (španělsky Reino de Castilla la Nueva) je název historické španělské provincie rozdělené dnes mezi autonomní společenství Kastilie – La Mancha a Madrid. Jejím centrem byl Madrid. K Nové Kastilii patřily moderní provincie Ciudad Real, Cuenca, Guadalajara, Madrid, Toledo a do správní reformy 30. listopadu 1833 také velká část provincie Albacete.